# Gmina Kostrzyn

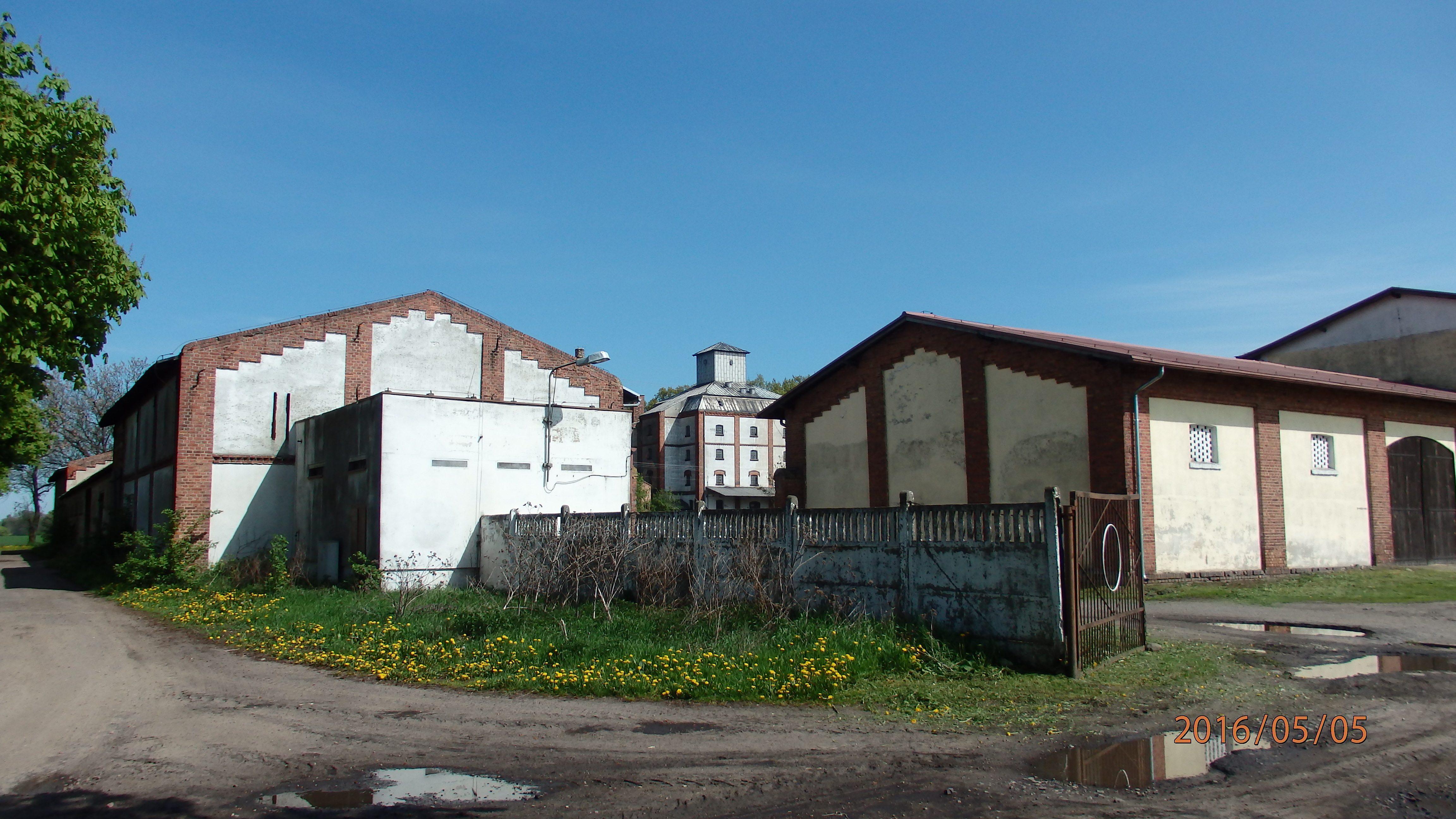
Gmina Kostrzyn

Gmina Kostrzyn là một gmina đô thị-nông thôn (quận hành chính) ở quận Poznań, Voivodeship Greater Ba Lan, ở phía tây trung tâm Ba Lan Khu vực hành chính của nó là thị trấn Kostrzyn, nằm khoảng 21 kilômét (13 mi) về phía đông của thủ phủ khu vực Poznan.
Gmina có diện tích 154 kilômét vuông (59,5 dặm vuông Anh), và tính đến năm 2006, tổng dân số của nó là 15.456 người (trong đó dân số của Kostrzyn lên tới 8.539 người, và dân số của vùng nông thôn của gmina là 6,917 người).

## Làng
Ngoài thị trấn Kostrzyn, Gmina Kostrzyn bao gồm các làng và các khu định cư như Antonin, Brzezno, Buszkówiec, Chorzałki, Czerlejnko, Czerlejno, Drzązgowo, Glinka Duchowna, Glinka Szlachecka, Gułtowy, Gwiazdowo, Iwno, Jagodno, Klony, Lesna Grobla, Libartowo, Ługowiny, Rujsca, Sanniki, Siedlec, Siedleczek, Siekierki Nam, Siekierki Wielkie, Skałowo, Sokolniki Drzązgowskie, Sokolniki Klonowskie, Strumiany, Tarnowo, Trzek, Węgierskie, Wiktorowo và Wróblewo.

## Gmina lân cận
Gmina Kostrzyn giáp với các gmina khác như Dominowo, Kleszczewo, nekla, Pobiedziska, Sroda Wielkopolska và Swarzedz.